# Mohamed Ousserir
Mohamed Ousserir (Boufarik, 5 de fevereiro de 1978) é um futebolista profissional argelino que atua como goleiro.

## Carreira
Mohamed Ousserir representou o elenco da Seleção Argelina de Futebol no Campeonato Africano das Nações de 2010.